# Benny Urquidez
 (avril 2019).
Si vous disposez d'ouvrages ou d'articles de référence ou si vous connaissez des sites web de qualité traitant du thème abordé ici, merci de compléter l'article en donnant les références utiles à sa vérifiabilité et en les liant à la section « Notes et références ».
Benny Urquidez, né le 20 juin 1952 à Tarzana (un quartier de Los Angeles)  en Californie, est un champion de kickboxing, chorégraphe de combats et acteur américain. Surnommé « Le Jet » pour la rapidité et la précision de ses coups, il a commencé sa carrière de combattant dans le karaté traditionnel, sans contact, puis fut l'un des pionniers du full-contact aux États-Unis.
D'abord vedette de la PKA, il devient l'ambassadeur de la WKA.
Entre 1974 et 1993, il remporte 58 victoires en 58 combats, dont 49 victoires par knockout et 3 no contests controversés. Le magazine d'arts martiaux Black Belt le désigne « combattant de l'année » en 1978. Dans les années 1980, il est apparu au cinéma dans les films hong-kongais de Jackie Chan et Sammo Hung: Wheels on Meals en 1984 et Dragons Forever en 1988 (dans des rôles de méchants principalement).

## Filmographie
- 1981 : Force: Five (en)
- 1984 : Soif de justice (Wheels on Meals) : (l'homme de main)
- 1988 : Dragons Forever
- 1989 : Road House
- 1992 : La nuit du défis ( l'arbitre )
- 1994 : Street Fighter

(apparition scene du monster truck)